# A. Le Coq Arena
A. Le Coq Arena (Lilleküla Stadion) er et fodboldstadion i Tallinn, Estland. Udover at blive brugt til fodbold, så er det også vært for koncerter og andre events. I følge planen, er stadionet stadig ikke færdigt.
Det er hjemmebane for Estlands fodboldlandshold og FC Flora Tallinn. Stadionet har en kapacitet på 9.692 tilskuere, men kan udvides til 10.300 med ekstra siddepladser. Kapaciteten kan også nå op til 25.000 til koncerter. Stadionet er navngivet efter det estiske bryggeri A. Le Coq.

## Sportland Arena
En del af komplekset er Sportland Arena (også kendt som A. Le Coq Miniarena), med sæder til omkring 500 tilskuere. Banen er hjemmebane for flere mindre klubber og FC Flora Tallinns reservehold.

## Galleri
- Estland – Tyrkiet den 15. oktober 2008
- A. Le Coq Arena den 9. august 2010

## Eksterne links
- Wikimedia Commons har flere filer relateret til A. Le Coq Arena
- Description of stadium Arkiveret 20. august 2012 hos  Wayback Machine on FC Flora site (estisk)

59°25′16.65″N 24°43′55.38″Ø / 59.4212917°N 24.7320500°Ø